# Meduseld
Meduseld es un lugar ficticio que pertenece al legendarium creado por el escritor británico J. R. R. Tolkien y que aparece en su novela El Señor de los Anillos. Era el castillo del rey de Rohan en Edoras que, por su techumbre dorada que brillaba al sol, podía ser visto a gran distancia. 
Medusetl es la palabra del inglés antiguo o anglosajón que significa literalmente "banco del hidromiel", esto es, salón o palacio. Dado que Tolkien usó este idioma para representar el Rohírrico, Meduseld significaría, efectivamente "palacio".

## Historia
Fue construido por el rey Brego (aunque algunos dicen que continuó las obras de su padre, Eorl). Durante la ceremonia de inauguración en el año 2569 de la Tercera Edad del Sol, Baldor, hijo de Brego, juró recorrer los Senderos de los Muertos y nunca regresó. Fueron Aragorn y sus acompañantes quienes encontraron sus restos en la Puerta de los Muertos 450 años más tarde.

## Adaptaciones
El castillo de Meduseld aparece en dos de las partes que forman la trilogía cinematográfica de El Señor de los Anillos, Las dos torres y El retorno del Rey, dirigidas por Peter Jackson y rodadas en Nueva Zelanda. El interior del castillo de Meduseld, que combina el estilo vikingo con el tailandés, fue construido en un plató de Wellington, a pesar de que el exterior se encontraba en unos decorados situados en el monte Sunday, Canterbury.